# Лантёй (Кальвадос)
Лантёй (фр. Lantheuil) — коммуна во Франции, находится в регионе Нижняя Нормандия. Департамент коммуны — Кальвадос. Входит в состав кантона Крёлли. Округ коммуны — Кан.
Код INSEE коммуны — 14355.

## Население
Население коммуны на 2010 год составляло 653 человека.
| 1962 | 1968 | 1975 | 1982 | 1990 | 1999 | 2010 |
| ---- | ---- | ---- | ---- | ---- | ---- | ---- |
| 345  | 364  | 352  | 505  | 616  | 592  | 653  |

## Экономика
В 2010 году среди 452 человек трудоспособного возраста (15—64 лет) 340 были экономически активными, 112 — неактивными (показатель активности — 75,2 %, в 1999 году было 69,7 %). Из 340 активных жителей работали 317 человек (163 мужчины и 154 женщины), безработных было 23 (10 мужчин и 13 женщин). Среди 112 неактивных 36 человек были учениками или студентами, 49 — пенсионерами, 27 были неактивными по другим причинам.